# 상주시·상주군
상주시·상주군은 대한민국의 옛 국회의원 선거구이다. 당시 경상북도 상주시와 상주군 지역을 관할했다.

## 역사
제13대 국회의원 선거를 앞두고 김천시·금릉군·상주군 선거구에서 분리되면서 신설되었다.
1995년 1월, 상주시와 상주군이 통합되면서 통합 상주시가 출범했다. 이에 제15대 국회의원 선거를 앞두고 상주시 선거구로 개편되었다.

## 역대 국회의원
| 선거   | 정당 | 정당       | 의원   |
| ------ | ---- | ---------- | ------ |
| 1988년 |      | 민주정의당 | 김근수 |
| 1992년 |      | 무소속     | 김상구 |

## 역대 선거 결과

### 대한민국 제13대 국회의원 선거
|  | 51.92% |

|  | 25.52% |

|  | 22.54% |

### 대한민국 제14대 국회의원 선거
|  | 50.04% |

|  | 34.63% |

|  | 15.31% |